# Palomar Distant Solar System Survey
Il Palomar Distant Solar System Survey (PDSSS) è stata un'indagine ad ampio campo volta a trovare oggetti transnettuniani distanti. Ha utilizzato il telescopio robotico Samuel Oschin da 1,2 m presso l'Osservatorio Palomar e la telecamera CCD QUEST di grande area nel 2007 e nel 2008.
L'indagine è stata progettata per identificare i membri di una popolazione simile a Sedna con perielio superiore a 45 UA. La grandezza limite di questo studio era di 21,3 nella banda R; era sensibile a distanze di 1000 UA e sono stati osservati 12.000 gradi quadrati di cielo. Questo programma di osservazione è stato responsabile della scoperta di 25 pianeti minori tra cui oggetti trans-Nettuniani e centauri. (309239) 2007 RW10 e Gǃkúnǁʼhòmdímà sono tra gli oggetti scoperti da questa indagine. Ha rilevato nuovamente Sedna, ma non sono stati identificati altri oggetti in orbite simili a Sedna.